# Хермаринген
Хермаринген (њем. Hermaringen) општина је у њемачкој савезној држави Баден-Виртемберг. Једно је од 11 општинских средишта округа Хајденхајм. Према процјени из 2010. у општини је живјело 2.317 становника. Посједује регионалну шифру (AGS) 8135021.

## Географски и демографски подаци
Хермаринген се налази у савезној држави Баден-Виртемберг у округу Хајденхајм. Општина се налази на надморској висини од 498 метара. Површина општине износи 15,2 km². У самом мјесту је, према процјени из 2010. године, живјело 2.317 становника. Просјечна густина становништва износи 152 становника/km².